# Skopska Črna gora
Skopska Črna gora (Skopska Crna gora, Karadak oziroma Karadag); makedonsko in srbsko Скопска Црна Гора = Skopska Crna Gora; albansko Mali i Zi i Shkupit / Malet e Karadakut; turško Karadağ je gorska veriga, ki se razteza okrog tromeje med Makedonijo, Kosovim  in Srbijo v dolžini okrog 20km.

## Opis
Zgodovinsko je znana kot Karadak oziroma Karadag – v turščini Karadağ - kar pomeni isto kot Črna gora. Večinoma leži v Makedoniji, deloma na Kosovu, pa tudi v Srbiji. Nahaja se med mesti Kačanikom (na jugu Kosova) in Skopjem (v Makedoniji). Najvišji vrh je Ramno (1.651 m (5.417 ft)) v Severni Makedoniji. Največje mesto na planini je Kučevište v Severni Makedoniji;  pomembno mesto pa je tudi Letnica z Marijino božjepotno cerkvijo na Kosovu, ki pa je v zadnji vojni izgubila večino prebivalcev.
Navadno jo imenujejo kar Črna gora in je srednje velika planina. Dviga se iz Skopske doline na jugu, Kumanovske kotline na vzhodu, Gnjilanske kotline na severu in doline reke Lepenec na zahodu. Na obronkih Skopske Črne gore ležijo mesta Skopje (na jugu), Kumanovo (na vzhodu), Kačanik (na zahodu) in Gnjilane (na severu). 
Planina se razprostira v smeri jugozahod-severovzhod. Soteska Lipkovske reke, ki izvira na planini, deli Skopsko Črno goro na dva dela: višji zahodni, in nižji vzhodni, ki ga imenujejo tudi Karadag ali Karadak. 

## Zgodovina

### Skopska Sveta gora
Prebivalstvo Črne gore je v 19. in 20. stoletju kot del svojega področja smatralo štirinajst vasi, ki ždijo na obronkih hribovja Črne gore: Letnica,  Stubla, Binač, Brazda, Gluvo, Čučer-Sandevo, Mirkovce, Gornjani, Banjani, Kučevište, Pobožje, Ljubanci, Ljuboten in Brodec. Okoliško prebivalstvo naziva prebivalce teh vasi Črnogorci, pa tudi sami sebe imenujejo takisto. Ljudsko izročilo so sprejeli tudi zgodovinarji, narodopisci in etnologi, pa na to področje gledajo kot na posebno deželo – Skopsko Črno goro.
Po izročilo so to področje imenovali pred prihodomi Osmanov Sveta gora, ker je imela 365 cerkva in samostanov; sedaj obstaja v teh krajih okrog 60 katoliških in pravoslavnih cerkva in samostanov, največ iz srednjega veka.
Pokrajina ima obilje krščanskih cerkva in samostanov, zlasti iz obdobja Nemanjičev. V največji vasi Skopske Črne Gore, Kučevištu, oddaljenem okoli 15 km od Skopja, v katerem živi okrog 3000 ljudi, se nahaja Cerkev svetega Odrešenika (Crkvata Sveti Spas), zgrajena leta 1333, za časa cesarja Dušana Silnega; menijo, da so jo začeli graditi že za časa njegovega očeta Štefana Dečanskega. Da bi pred Turki prikrili bogoslužje, so 1501 skrivaj dozidali kapelo – cerkvico Svetega Nikolaja; ta "cerkev v cerkvi" je imela tajne stopnice, da se od zunaj ni videla niti razlikovala od Cerkve presvetega Odrešenika. 

### Črna gora- zgodovinsko ime župnijeLetnica
V najstarejših zapisih nahajamo za črnogorsko naselbino Letnico – katere ime je novejšega izvora in izhaja po nekaterih iz letovišče - po drugih iz Latini – oblike imena kot Črna gora ter Skopska Črna gora v italijanski obliki, kot: Montenegro, Monte Negro, Montenegro di Scopia, Montenegro in Servia. Za samo župnijo pa najdemo izraze kot Cerna gora, Cernagora, Crna gora, Crnagora. Okoliški pravoslavci so navadno vse tamkajšnje katoličane imenovali Latini, njihove vasi pa Latinske vasi (=Latinska sela). Zato je bolj verjetno, da izhaja ime kraja Letnica od Latini-ca.  
Župnija Črna gora, Crna Gora ali Letnica je dobila torej najprej ime po planini Skopski Črni gori in reki Letnici, ob kateri leži naselje. V obstoječih listinah se ime župnije piše v oblikah Crna Gora, Crnagora, Monte Negro, Montenegro, Monte nero, a včasih Letnica. 
Apostolski vizitator Mazareki leta 1623 piše, »da se iz Kratova pride v  Črno goro, v vas Letnico, in da tukaj stanuje škofijski duhovnik«. Kot barski nadškof in vizitator isti Mazareki 1633 piše, da je sedež župnije v vasi Letnici. 
Leta 1638 je ime župnije zabeleženo pod nazivom Črna gora (Crna Gora, Monte Negro).  Nazivi: Cerna Gora, Cernagora, Crnagora, Crna Gora se pojavljajo v novejšem času. Tako je npr. 1929 bil kraj poimenovan kot Cerna Gora.  
Izročilo pravi, da je na tem mestu stala velika cerkev, ki je bila podrta, in je nato bila zgrajena manjša cerkev. Župnija in vas sta dolgo ostali brez cerkve, ki je bila najverjetneje porušena ob prvem prihodu Turkov v deželo. Maševali so pod hrastom, kjer je na prostem dolga leta stal Marijin kip, ki je po izročilu preletel semkaj iz skopske stolnice svete Venerande, ko so jo Turki spremenili v mošejo.  
Sadanjo cerkev so začeli graditi leta 1865. Svodi cerkve niso zidani, ampak le zamišljeni. Veliki je oltar iz belega masivnega marmorja. V srednji ladji je šest stebrov. Pod u svetišču in v glavni ladji je iz marmornatih plošč pripeljanih iz Skopja. V drugih dveh ladjah je bil najprej pod iz zemlje. Kip Matere Božje je bil postavljen v sredo svetišča v za to določeno nišo. Razen velikih vrat na pročelju ima cerkev še dvoje stranskih vrat.  
Ta cerkev je preživela Prvo svetovno vojno, vendar je zaradi plazov dobila hude razpoke. Takoj po svojem prihodu na čelo skopske škofije je začel slovenski lazarist in Božji služabnik Gnidovec zbirati sredstva za gradnjo novega Marijinega svetišča, saj je tukaj bila iz davnine znana Marijina božjepotna cerkev. Graditi so začeli 1928; še nedokončana cerkev pa je bila posvečena 14. avgusta 1934; posvetil jo je omenjeni Gnidovec, ki je takrat tukaj odprl tudi I. evharistični kongres skopske škofije. 
Od davnih časov pred Velikim Šmarnom oživijo poti, ki vodijo iz Uroševca, Prištine ali Gnjilan v vas Letnico, k svetišču Matere Božje Črnogorske. Pred Drugo svetovno vojno je mladina iz Skopja in Kumanovega pešačila prek Kopiljače; – ponoči so med pesmijo in molitvijo prehodili to pot. Dandanes pa skupaj potujejo katoličani, pravoslavci in muslimani; Albanci katoličani s Kosovega in iz Skopja, Hrvatje iz Janjeva, pravoslavni Srbi, ljaramani in Cigani… pravi ekumenski dogodek. Razni jeziki, različne vere, različne narodne noše – a skupno jim je češčenje in zaupanje do Bogorodice in njenega sina Kristusa, ki kraljujeta v letniškem svetišču.

## Sedanjost
Izredna lega v zelenem naravnem okolju, kulturno, versko ter narodopisno bogastvo ponuja področju Skopske Črne gore neslutene možnosti, ki pa še zdaleč niso izkoriščene.  Niti verniki, niti ljubitelji narave, niti privatne agencije, nimajo pojma o tem skritem zakladu. 
V črnogorsko Letnico se romanja v drugačnih okoliščinah nadaljujejo tudi dandanes zlasti o Velikem šmarnu z nezmanjšanim žarom; mladina obnavlja zapuščeno kulturno dediščino ter odkriva spomine na sodobno svetnico – Mater Terezijo iz bližnjega Skopja, ki je v tem kraju začutila redovniški poklic. 
Planinsko športno društvo „Balkan” iz Beograda organizira že tradicionalni zimski pohod na Šar planino in Skopsko Črno goro, in tako tudi druga društva in posameznike spodbuja k podobni dejavnosti. 